# Jaílson Araújo
Jaílson de Lima Araújo, noto semplicemente come Jaílson Araújo (João Pessoa, 21 febbraio 1991), è un calciatore brasiliano, difensore dell'Al-Nasiriyah.